# Ishwar Chandra Vidyasagar

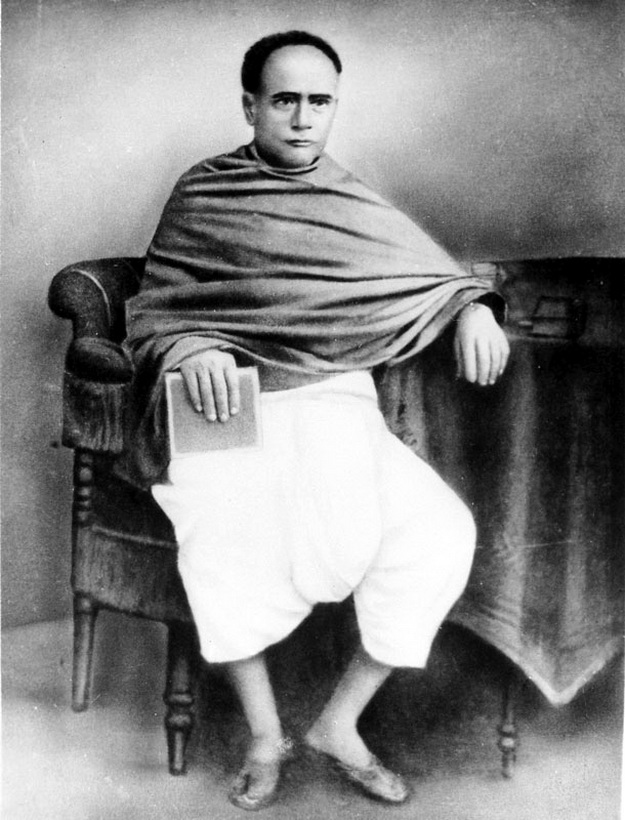
Ishwar Chandra Vidyasagar

Ishwar Chandra Vidyasagar (Bengalisch: ঈশ্বর চন্দ্র বিদ্যাসাগর, Īśbar Candra Bidyāsāgar; bürgerlicher Name: Ishwar Chandra Bandyopadhyay; * 26. September 1820 im Dorf Birshingha im Distrikt Midnapore, Bengalen; † 29. Juli 1891) war ein indischer Sozialreformer und Gelehrter. Er gilt als Begründer der modernen bengalischen Sprache und bezüglich seiner Sozialreformen als geistiger Nachfolger Ram Mohan Roys. Der Name Vidyasagar ist ein Ehrentitel für Hochgelehrte (wörtlich: Ozean der Gelehrsamkeit oder Ozean des Wissens).

## Leben und Wirken
Seine Kindheit soll Vidyasagar in extremer Armut verbracht haben. Im Alter von 8 Jahren kam er mit seinen Eltern nach Kolkata. Während seiner Schulzeit von 1829 bis 1841 am Sanskrit College soll sein Wissensdrang so immens gewesen sein, dass er draußen bei Straßenlicht gearbeitet habe, da seine Eltern sich kein Gaslicht leisten konnten. 1839 bestand er eine „Hindu Law“-Prüfung und wurde mit dem Titel „Vidyasagar“ beehrt. Was von dieser Frühzeit seines Lebens Wahrheit oder durch Legendenbildung entstandener Mythos ist, lässt sich heute nicht zweifelsfrei beurteilen.
1841 trat Vidyasagar seine erste Stelle als Lehrer am Fort Williams College in Kolkata an, wo er nebenbei Englisch und Hindi lernte. Durch seine Tätigkeit empfand er eine Notwendigkeit der Umstrukturierung des Bildungssystems. Als er 1851 Direktor des Sanskrit Colleges wurde, begann er seine Vorstellungen umzusetzen. Während das College bis dato nur Schülern aus der Brahmanen-Kaste zugänglich war, schaffte Vidyasagar zunächst diese Kastenbeschränkung ab.
1855 wurde ihm von der Regierung die Verantwortung für die Schulen in den umliegenden Distrikten übertragen. Ishwar Chandra Vidyasagar gründete dann auch mehrere Mädchenschulen an verschiedenen Orten in Bengalen, um erstmals auch Frauen ein Mindestmaß an Bildung verschaffen zu können. Insgesamt sollen aufgrund seiner Initiative im Laufe der Zeit über 1000 solcher Schulen gegründet worden sein.
Es stellte sich heraus, dass praktisch keine Lehrtexte für eine Grundschulbildung in Bengali existierten, da sich Bildung bislang praktisch im Studium von Sanskrittexten erschöpfte. Vidyasagar verfasste daraufhin Schulbücher in einfacher bengalischer Sprache, ebenso Grammatikbücher und Bücher für die mathematische Grundlagenausbildung. Diese waren bis Anfang des 20. Jahrhunderts in Bengalen in Gebrauch. Darüber hinaus übersetzte Vidyasagar zahlreiche Texte aus dem Englischen und dem Sanskrit in Bengali.
Vidyasagar setzte sich auch erfolgreich, jedoch gegen starken Widerstand aus der gesellschaftlichen Oberschicht, für das Recht von Witwen auf Wiederheirat und gegen Bigamie und Kinderehen ein, was letztlich 1856 im Hindu Widow’s Remarriage Act und 1872 im Civil Marriage Act seine rechtliche Umsetzung fand. 1857 war er Gründungsmitglied der Calcutta University.
Rabindranath Thakur bezeichnete ihn als „Vater der modernen bengalischen Sprache“ und der Dichter Michael Madhusudan Dutta beschrieb das Wesen Ishwar Chandra Vidyasagars mit den Worten: „das Genie und die Weisheit eines Gelehrten, die Energie eines Engländers und das Herz einer bengalischen Mutter“.
1981 wurde per Gesetz der Regierung Westbengalens die Vidyasagar University in Medinipur gegründet.